# Клевань
Кле́вань (укр. Клевань) — посёлок в Ровенском районе Ровенской области Украины. Административный центр Клеванской поселковой общины.

## Географическое положение
Находится на реке Стубле, притоке Горыни.

## История
Селение было основано в 1458 году, хотя о населённом пункте на его месте (Колывань) известно с XII века.
К 1561 году Фёдором Чарторыйским было завершёно строительство замка.
В XIX веке Клевань являлась местечком Ровенского уезда Волынской губернии, к началу XX века здесь насчитывалось 374 двора и 2 600 жителей.

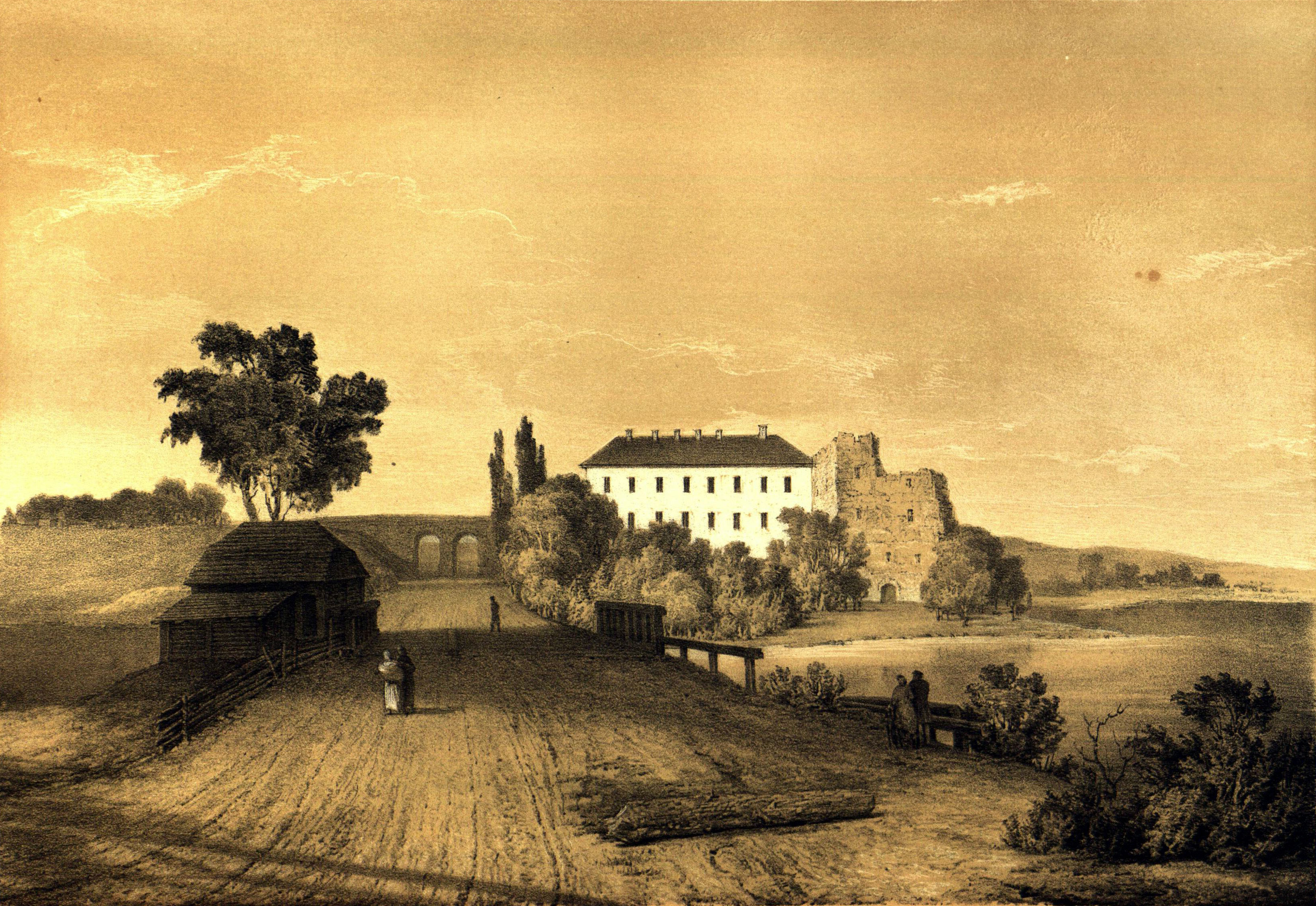
Наполеон Орда. Вид на Клеванский замок

Во время Первой мировой войны 12 октября 1915 года станцию Клевань посетил наследник российского престола — сын Николая II великий князь Алексей Николаевич, который проведал находившихся на станции раненых (15 октября 1915 года в память об этом событии он был награждён Георгиевской медалью 4-й степени).
После окончания советско-польской войны в соответствии с Рижским мирным договором 1921 года остался в составе Польши.
В ходе Великой Отечественной войны с 1941 до 1944 года находился под немецкой оккупацией. 4 июля 1941 г. на следующий день после вступления Вермахта, местные украинцы и прибывшие немцы организовали погром, жертвами которого стали 400 или 700 евреев; была сожжена синагога. 11 апреля 1942 года немцы расстреляли в Клевани ещё 30 евреев и 18 поляков. 15 мая 1942 г. все еврейские жители города (около 1500 человек) были расстреляны; казни были проведены СД из Ровно при сотрудничестве немецких жандармов и украинской полиции.
Во время Волынской резни в Клевань прибывали польские беженцы из окрестных деревень. С апреля 1943 года в городе дислоцировалась рота 202-го польского полицейского батальона. Они защищали поляков и помогали с эвакуацией беженцев в Луцк, боролись с УПА и уничтожали украинские сёла. В августе 1943 г. отряды УПА атаковали Клевань и принялись уничтожать польское гражданское население, на помощь оккупационной администрации пришли венгерские войска и атака была отбита, количество жертв этого нападения неизвестно.
В начале 1970-х годов основой экономики являлись лесозаготовки, также здесь действовали деревообрабатывающий комбинат и промкомбинат.

## Население
В январе 1989 года численность населения составляла 9235 человек.
По состоянию на 1 января 2013 года численность населения составляла 7 731 человек.

### Языковой состав
Родной язык населения по данным переписи 2001 года:
| Язык       | Численность, чел. | Доля     |
| ---------- | ----------------- | -------- |
| Украинский | 7 329             | 98,11 %  |
| Русский    | 133               | 1,78 %   |
| Другие     | 8                 | 0,11 %   |
| Итого      | 7 470             | 100,00 % |

## Экономика
Лесхоз.

## Достопримечательности
В Клевани сохранились руины Клеванского замка 1475 года и костёл Благовещения с колокольней 1630 года. Есть ещё церковь Рождества 1777 года. Одной из достопримечательностей посёлка является Туннель любви.

## Транспорт
Железнодорожная станция Клевань на линии Ровно — Ковель.

## Галерея

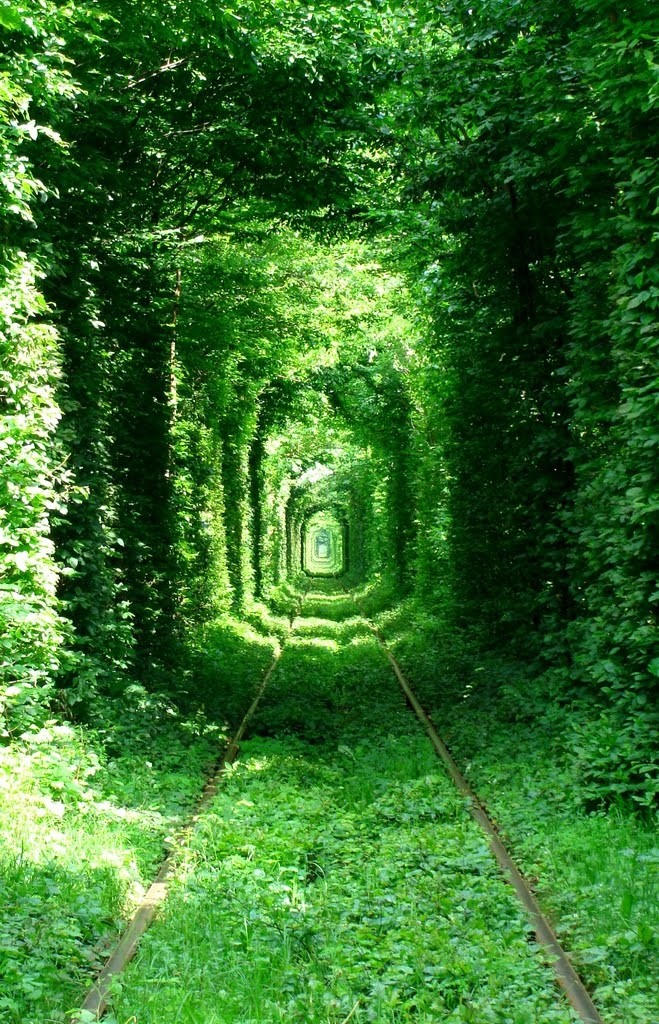
Туннель любви
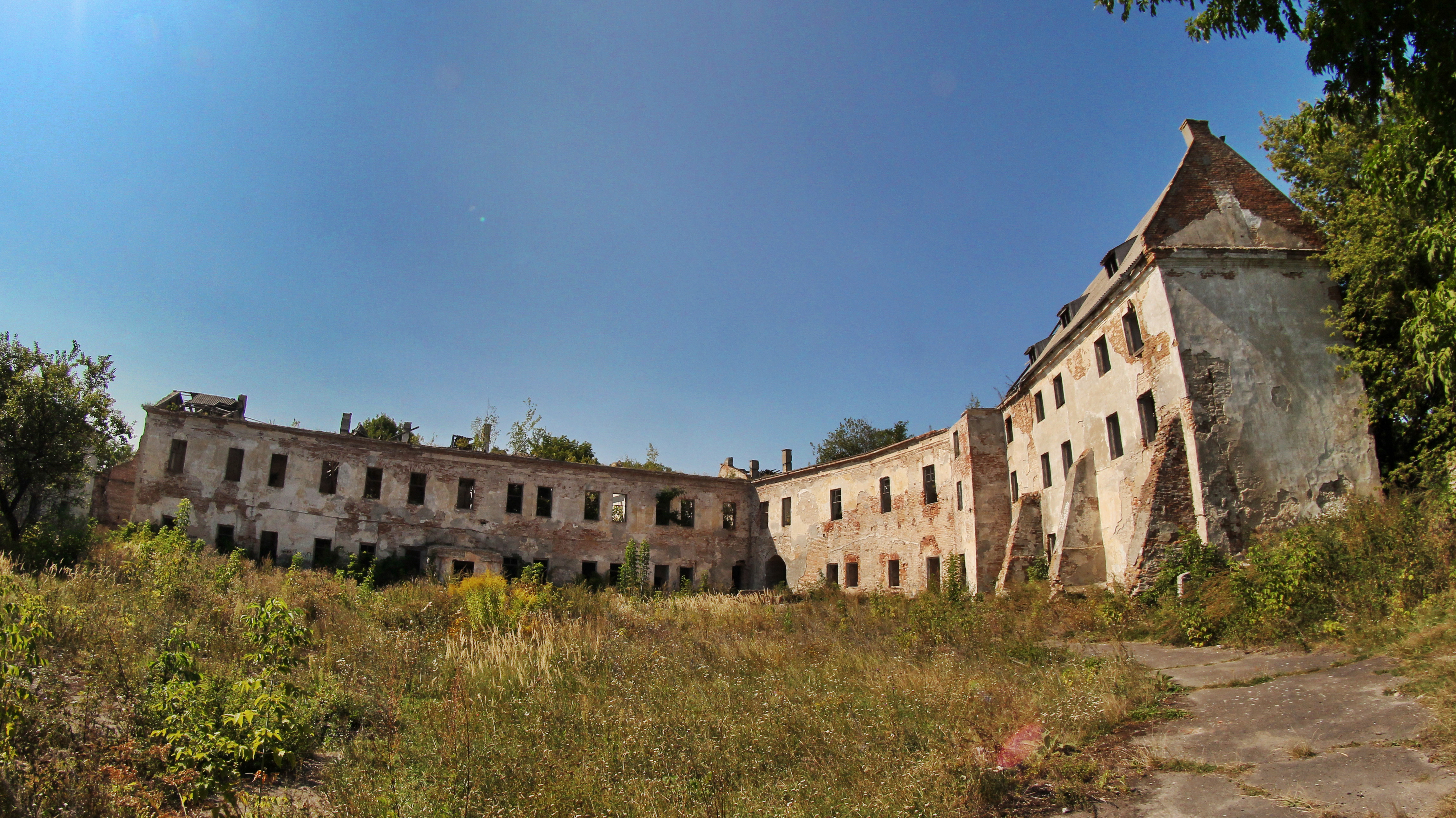
Клеванский замок
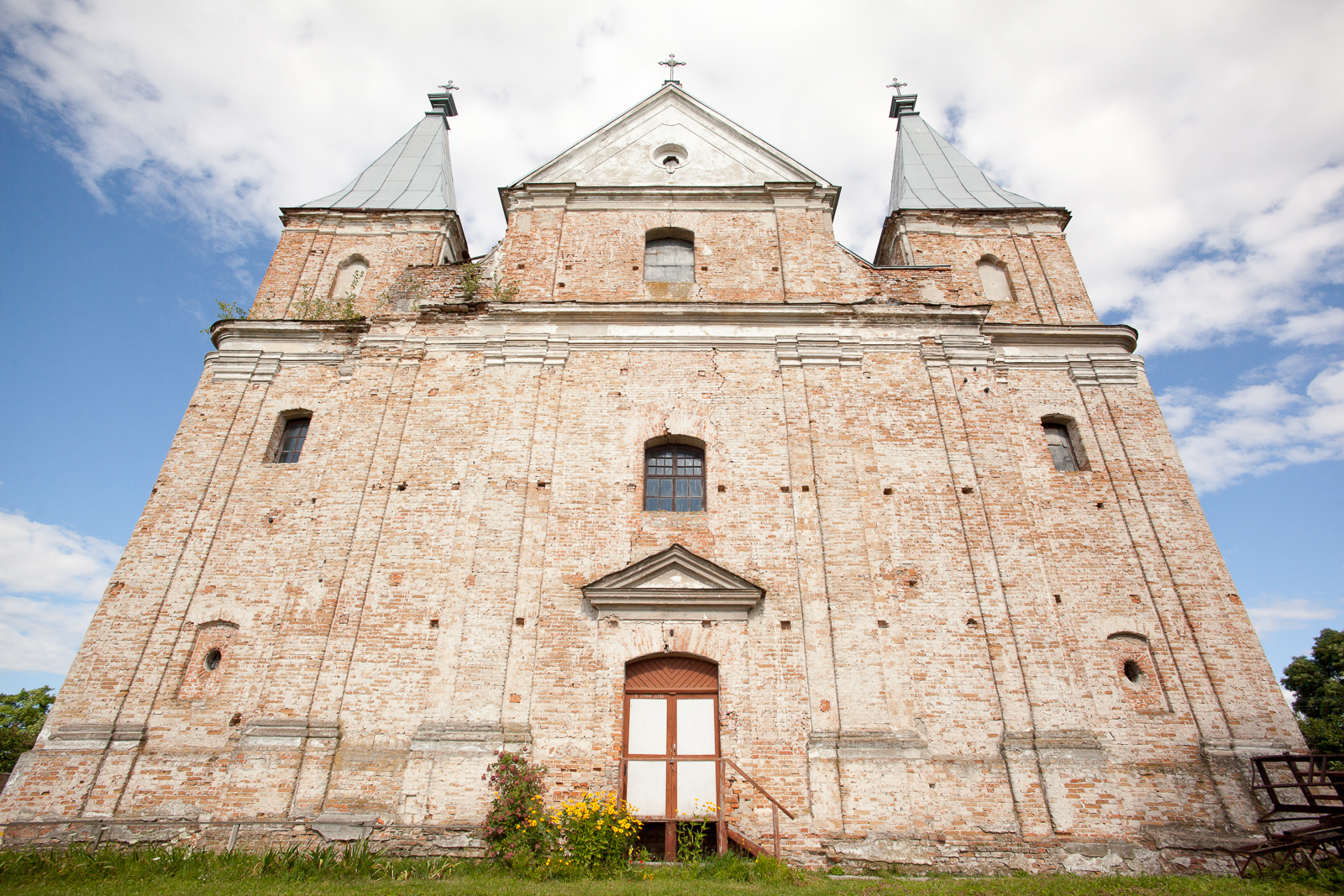
Благовещенский костел
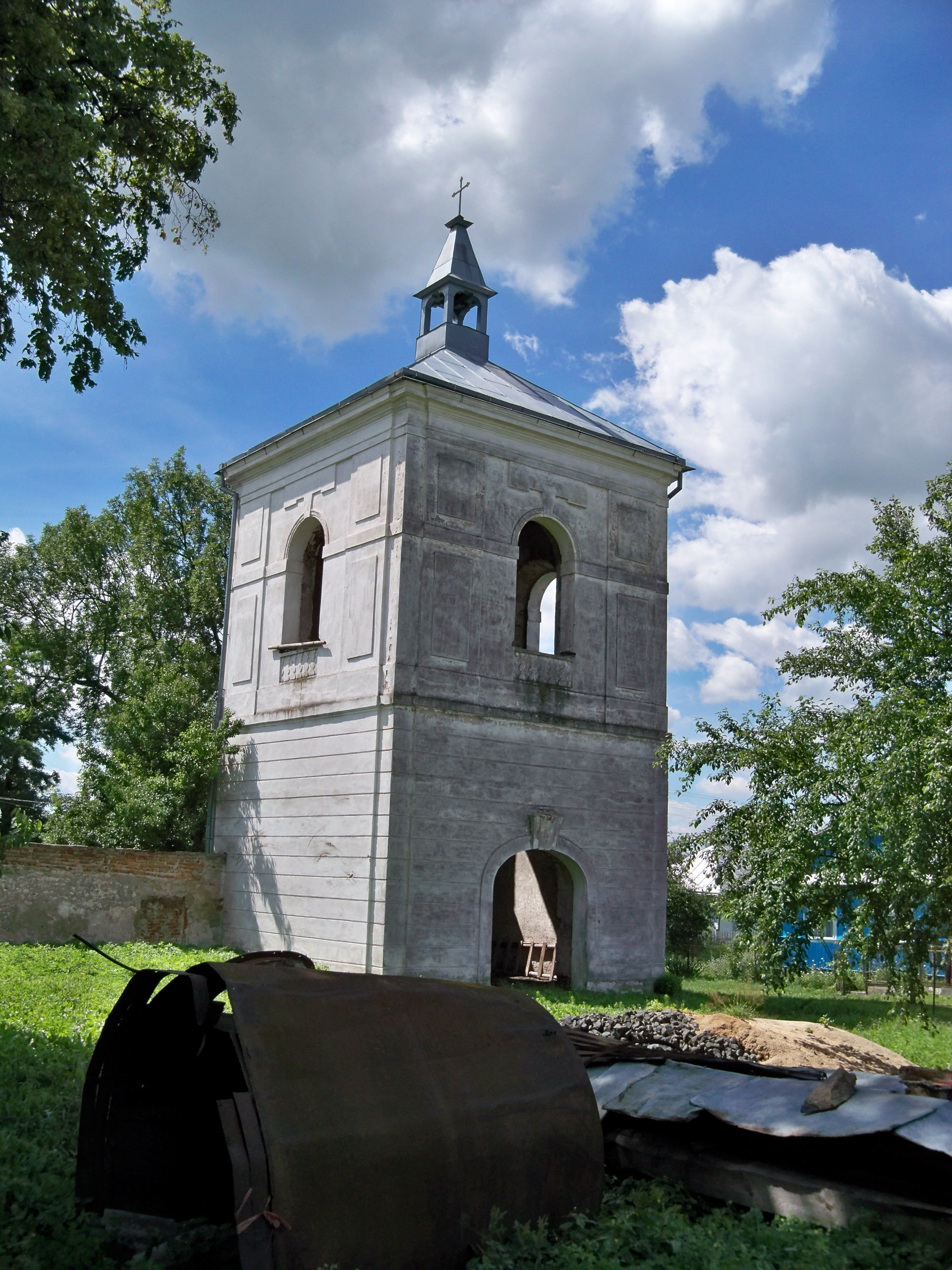
Звонница
Памятник в честь 30-летия Победы